# Eddie Amador
Pour les articles homonymes, voir Amador.
Eddie Amador, né le 13 septembre 1967 à Phoenix (Arizona), est un DJ et producteur de musique house américain. Il s'est fait connaître en 1998 avec le titre House Music. Ses principales influences sont Frank Delgado, Mr Zan et Jeremy Soule.

## Discographie partielle
- House Music
- Rise